# 오카무라 호마레
오카무라 호마레(일본어: 岡村ほまれ, 2005년 5월 9일 ~ )는 일본의 여성 아이돌 그룹 모닝구무스메의 멤버. 연예사무소 업프런트 프로모션 소속. 도쿄도 출신.

## 출연

### 콘서트 · 라이브
- M-line Special 2023 ~Magical Wish~ (2022년 4월 14일, 나카노 ZERO 대홀, 1회 공연) - 게스트로서 출연.

## 서적

### 솔로 사진집
- 비쥬얼 포토북「Homare」(2020년 7월 10일, 오딧세이 출판)
  - ISBN 978-4-8470-8304-4 (통상판)
  - ISBN 978-4-8470-8305-1 (amazon.co.jp 한정 커버판)
- 포토북「HOMARE SEVENTEEN'S JOURNEY」(2022년 5월 9일, 오딧세이 출판) ISBN 978-4-908643-76-7

## 소속 유닛
- 모닝구무스메 (2019년 ~ )